# Jedlanka Stara
Jedlanka Stara – wieś w Polsce położona w województwie mazowieckim, w powiecie radomskim, w gminie Iłża. Ma status sołectwa.
W latach 1975–1998 miejscowość administracyjnie należała do województwa radomskiego.

## Części wsi
| SIMC    | Nazwa     | Rodzaj                          |
| ------- | --------- | ------------------------------- |
| 0623528 | Malenie   | przysiółek                      |
| 0623497 | Wandzin   | część wsi (zniesiona w 2023 r.) |
| 0623505 | Wesołówka | część wsi                       |

Wierni Kościoła rzymskokatolickiego należą do parafii św. Józefa Oblubieńca Najświętszej Maryi Panny w Krzyżanowicach.

## Historia
W wieku XIX Jedlanka obecnie Jedlanka Stara opisywana jest jako wieś i folwark nad rz. Iłżanką w powiecie iłżeckim, gminie i parafii Krzyżanowice. Do Iłży 6 wiorst.
Z początkiem XIX w. w roku 1827 wieś posiadała 40 domów. i 250 mieszkańców.
Wspomina ją Długosz jako dziedzictwo Jedlińskiego herbu Habdang (II, 475). Od nazwiska dziedzica pochodzi zapewne nazwa wsi Jedlanka.
Dobra Jedlanka składały się z folw. Jedlanka, Nowosiółka oraz wsi tej nazwy. W II poł. XIX w. dobra należały do rodziny Herniczków. Dziedzicem Jedlanki był syn Franciszka Herniczka z Potoczka, sędzia pokoju okręgu soleckiego Ignacy Herniczek.
Według szczegółowego opisu z r. 1886 dobra posiadały mórg 1728, w tym: grunta orne i ogrody mórg 521, łąki mórg 81, pastwiska mórg. 56, lasu było mórg 996, zarośli mórg 18, nieużytki i place mórg 56.
Jest w dobrach młyn wodny, tartak i folusz.
Wieś Jedlanka posiadała domów 33 z gruntem 432 morgi.
Wieś Nowosiółka posiadała domów 8 z gruntem mórg 38.